# Курмис, Мартин
Мартин Курмис (1891—1943/44) — сотрудник немецкой политической разведки (СД); гауптштурмфюрер СС. 
В 1942 г. — начальник особого предварительного лагеря
(форлагеря) в городе Аушвиц для агентов — уроженцев Кавказа (СС зондерлагерь Аушвиц зондеркоманда Z). В октябре 1942 — апреле 1943 года — начальник особой команды «Цеппелина» при
Оперативной группе А. Затем проходил службу в IV Управлении РСХА. 
В начале 1943 года под его руководством была заброшена в Иран группа диверсантов в количестве пяти человек (операция «Мартин»). Вскоре после приземления группа была задержана иранскими властями и передана британцам. По словам гаупштурмфюрера СС в Берлине Р. Грамоты, в январе 1944 года шведское посольство в Берлине сообщило, что Курмис покончил жизнь самоубийством в тюрьме Фирузабада.